# Ray Kroc
Raymond Albert Kroc (født 5. oktober 1902, Oak Park, Illinois, død 14. januar 1984) var opkøberen af McDonald's som vi kender den i dag, i 1955. I 1954 tog han til San Bernadino i Californien hvor han blev imponeret af den hurtige service han så i McDonalds' hamburger restaurant. Han indgik et samarbejde med brødrene Mac og Dick McDonald efter at have luftet idéen med at åbne flere af restauranter med denne service andre steder, med Ray Kroc som direktør. Ray Albert Kroc var god til at motivere sine medarbejdere ved at bruge citater. Citater som i dag stadig bruges i McDonalds personalepolitikker. Eksempelvis: "If you've got time to lean, you've got time to clean" Betydende at hvis man ikke har noget at lave kan man bare gøre rent. Ray tjente gennem sin livstid over 500.000.000 dollars.